# Вяэна

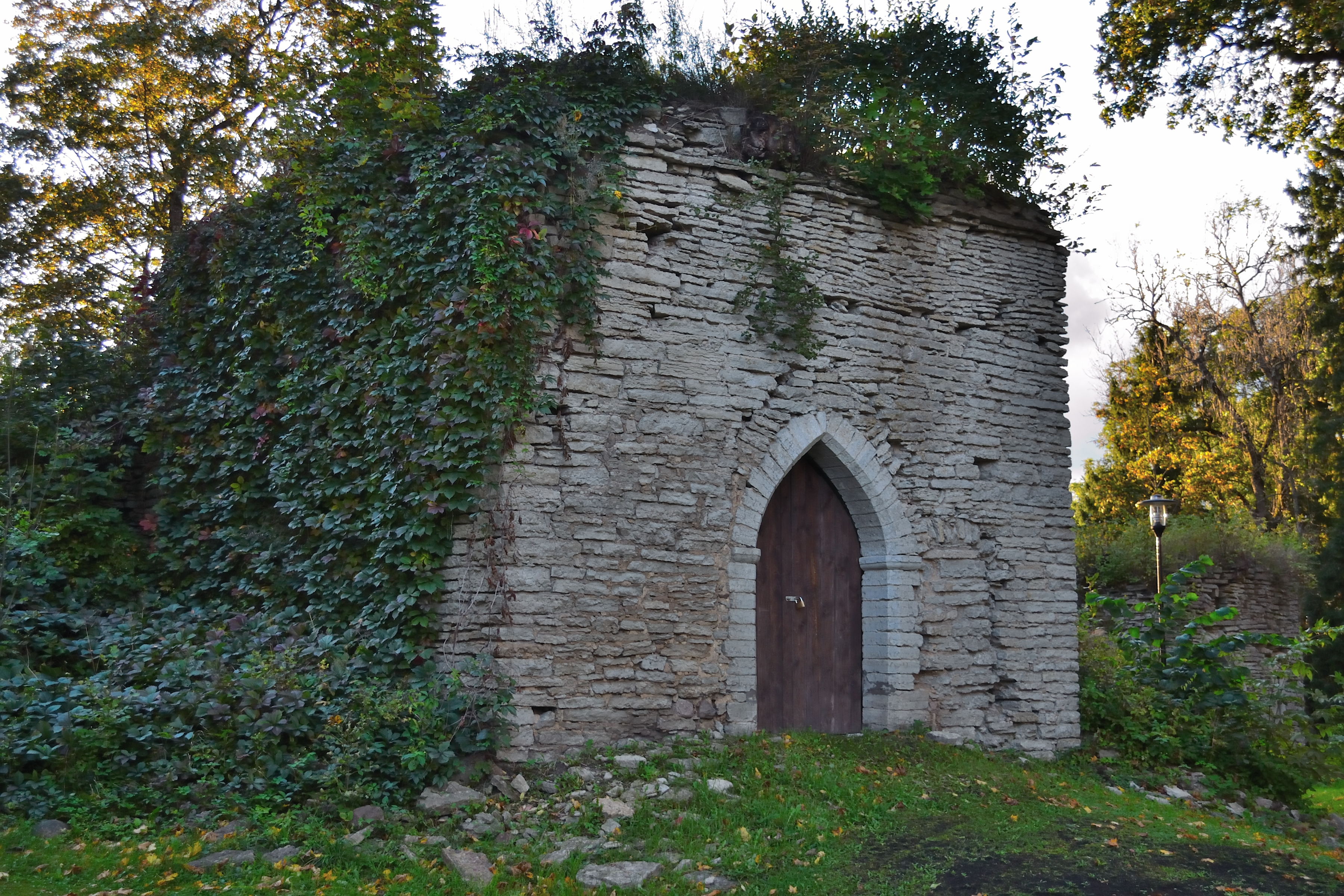
Остатки городища Вяэна

Вя́эна (эст. Vääna) — деревня в Эстонии, в волости Харку уезда Харьюмаа. Ближайший город — Кейла.  В посёлок ходят автобусы по следующим маршрутам: 118 (Таллин — Харку — Вяяна), 109 (Таллин — Табасалу — Вяэна — Киндлузе — Кейла), 127 (Таллин — Табасалу — Вяэна — Лойгу — Кейла-Йоа — Лауласмаа). В деревне расположены: дачный массив (150 домов), начальная школа—детсад (в зданиях бывшей мызы Вяэна), 2 остановки общественного транспорта.
По данным переписи населения 2011 года в деревне проживал 231 человек, из них 218 (94,4 %) — эстонцы.
В 2010 году население деревни составляло 255 человек.